# Aicha Ben Abderahman
Aicha Ben Abderahman (19 de marzo de 1989) es una deportista argelina que compite en judo. Ganó una medalla de bronce en los Juegos Panafricanos de 2015, y una medalla de bronce en el Campeonato Africano de Judo de 2012.

## Palmarés internacional
| Juegos Panafricanos | Juegos Panafricanos               | Juegos Panafricanos | Juegos Panafricanos |
| Año                 | Lugar                             | Medalla             | Categoría           |
| ------------------- | --------------------------------- | ------------------- | ------------------- |
| 2015                | Brazzaville (República del Congo) | Medalla de bronce   | –70 kg              |
| Campeonato Africano |                                   |                     |                     |
| Año                 | Lugar                             | Medalla             | Categoría           |
| 2012                | Agadir (Marruecos)                | Medalla de bronce   | –70 kg              |